# Barbara Harrell-Bond
Barbara Elaine Harrell-Bond (de soltera Moir) (7 de noviembre de 1932-11 de julio de 2018) fue una antropóloga social nacida en Estados Unidos, se especializa en estudios sobre refugiados.

## Primeros años y educación
Barbara Elaine Moir nació el 7 de noviembre de 1932, hija del cartero Elmer Edwin Moir y la enfermera Irene (de soltera Belden), y se crio en Aberdeen, Dakota del Sur. Asistió al Asbury College en Kentucky, donde estudió música y luego enseñó música, y conoció a su futuro esposo, Nathan Harrell-Bond. Cuando ganó una beca para un doctorado en psicología en Mansfield College, Oxford, ella comenzó a estudiar antropología en Lady Margaret Hall, Oxford en 1965, donde obtuvo una maestría en literatura. (1967) y un D.Phil. en antropología social.

## Carrera académica y el Centro de Estudios sobre Refugiados
Harrell-Bond trabajó inicialmente en el Departamento de Antropología de la Universidad de Edimburgo, el Centro de Estudios Africanos de Leiden, Holanda, la Facultad de Derecho de la Universidad de Warwick y el personal de campo de las universidades estadounidenses.
Fundó el Centro de Estudios sobre Refugiados de la Universidad de Oxford, la primera institución del mundo para el estudio de los refugiados. Ahora alberga una serie anual de conferencias que lleva su nombre. Al jubilarse en 1996, realizó una investigación sobre hasta qué punto los refugiados disfrutan de sus derechos en el exilio en Kenia y Uganda .También fundó o ayudó a fundar organizaciones de asistencia jurídica para refugiados en varios lugares, incluido el Refugee Law Project en Uganda y AMERA (Africa and Middle East Refugee Assistance) en Egipto, y trabajó con muchos jóvenes abogados de derechos de los refugiados como Michael Kagan. 
En 2000 fue invitada a la Universidad Americana de El Cairo para establecer otro programa de estudios sobre refugiados, el Centro de Estudios sobre Migración y Refugiados (CMRS). En 2005, Harrell-Bond fue nombrada Oficial de la Orden del Imperio Británico por sus contribuciones a los estudios sobre refugiados. En septiembre de 2008, regresó a Oxford, donde trabajó en el establecimiento de un sitio web, www.refugeelegalaidinformation.org, una plataforma de información para profesionales de la asistencia jurídica en el sur global, como directora del Programa de Refugiados de Fahamu Trust, una ONG internacional que trabaja en justicia social. asuntos.

## Vida personal
En 1951, Moir se casó con el pastor metodista Nathan Samuel Harrell-Bond, con quien tuvo dos hijos y una hija. A su regreso a Estados Unidos en 1969, se divorciaron y ella se llevó a los niños con ella mientras realizaba una investigación en Sierra Leona para su tesis. Se casó en segundo lugar, en 1972, con el Dr. Samuel Nwafor Okeke, un ingeniero nigeriano que conoció en Sierra Leona; Posteriormente se divorciaron.

## Muerte
Harrell-Bond residió en Oxford, Reino Unido. Murió en su casa el 11 de julio de 2018, a los 85 años.

## Libros
- Matrimonio moderno en Sierra Leona (1975)ISBN 90-279-7871-9
- Liderazgo comunitario y la transformación de Freetown (1978)ISBN 90-279-7525-6
- 4 de junio: Una revolución traicionada (1982, como Barbara E. Okeke)
- Imponer ayuda: asistencia de emergencia a refugiados (1986)ISBN 0-19-261543-2
- Derechos en el exilio: humanitarismo con cara de Jano (2005, con Guglielmo Verdirame )ISBN 1-84545-103-1